# Adam and Evil (1927)
Adam and Evil is een Amerikaanse filmkomedie uit 1927 onder regie van Robert Z. Leonard. Destijds werd de film in Nederland uitgebracht onder de titel Adam en het toeval.

## Verhaal
Een rijke man heeft een boosaardige tweelingbroer. Op een dag daagt hij op en begint hij zich uit te geven voor zijn broer.

## Rolverdeling
| Acteur         | Personage                        |
| -------------- | -------------------------------- |
| Lew Cody       | Adam Trevelyan / Allan Trevelyan |
| Aileen Pringle | Evelyn Trevelyan                 |
| Gwen Lee       | Gwen De Vere                     |
| Gertrude Short | Dora Dell                        |
| Hedda Hopper   | Eleanor Leighton                 |
| Roy D'Arcy     | Mortimer Jenkins                 |